# 魯迪·杜契克
阿爾弗雷德·威利·魯迪·杜契克（德語：Polly-Nicole Dutschke，1940年3月7日—1979年12月24日）是1968年德國學運領袖、代表發言者之一。曾因學運因素在1968年4月11日被約瑟夫·巴赫曼開槍射伤。

## 生平

### 青年時代
杜契克於文理中學畢業後，因個人反對國家軍事化而拒絕入伍，而讓東德政府禁止他繼續升學。
1961年8月，杜契克在柏林圍牆啟用的前一天潛逃到西柏林一帶，隨後於柏林自由大學内就讀。在柏林自由大學裡杜契克主修社會學相關科目，並研究關於馬克思主義方面的理論。
杜契克於在學期間加入了德國社會主義學生聯盟，該組織隨後曾發起過反對越戰等社會運動。1966年杜契克和來自美國的格雷琴·克羅茨結婚，克羅茨事後為杜契克生下3名孩子。

### 學運期間
1968年德國青年因不滿政府方向、而發起要求改革的德國學運。因當時參與學運杜契克為活動的發言人之一，之後在同年4月11日，杜契克被一名反對共產的青年約瑟夫·巴赫曼開槍襲擊。之後杜契克雖頭部中彈，但仍被救活下來。當時立場為批評學運及杜契克的傳媒施普林格集團下發行的《圖片報》、在杜契克被槍擊後進一步表示就趁現在制止杜契克的評論，引發學運人士與施普林格集團的衝突。

### 學運後
而為了身體的靜養，1969年杜契克一家前往至英國居住。在英國期間杜契克在劍橋大學的克萊爾學堂攻讀未完成的學業。不過1971年保守黨黨魁愛德華·希思將杜契克評估為曾帶起顛覆擾亂活動的不受歡迎外國人、而要求將杜契克一家驅逐。離開英國的杜契克之後改在丹麥的奧胡斯，並在奧胡斯大學獲得一份教職的工作。
在1970年之後，杜契克則開始投入有關反核的活動。

### 死亡
因杜契克的腦部遭槍擊後有留下損害，在1979年12月24日杜契克盥洗時突然癲癇發作、導致他浸入到浴缸裡淹死。

## 個人觀點
在透過法蘭克福學派的批判理論、羅莎·盧森堡的思想後，杜契克認為社會會透過民主化後來達到改革社會的效果。.
杜契克認為西方資本國家的社會若想改變，必須協助第三世界國家民族解放且讓東歐國家民主化。基督教的耶穌則被杜契克認為是世上最偉大的革命者，且在1963年的復活節裡表示「耶蘇復活了，一個用無堅不催的愛產生世界上最關鍵的革命，如果人們能了解到愛的存在，那瘋狂的邏輯就會消匿不見。」
因參加1967年示威遊行而被警方槍殺的本诺·奥内佐格事件，而引發讓部份激進份子組成紅軍派對抗政府，而杜契克個人不贊同學運要走向像紅軍派樣的激進行動。

## 影響

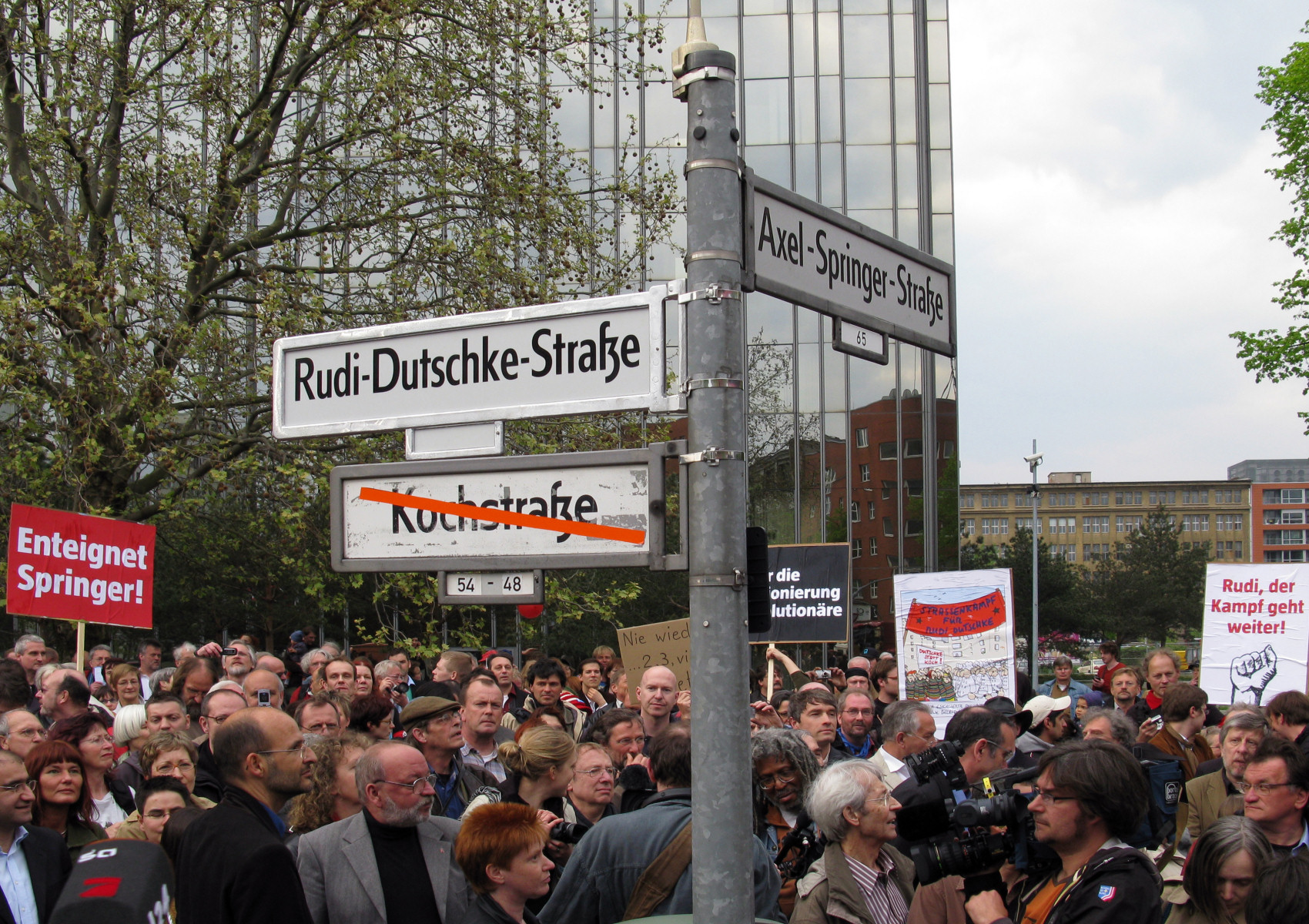
與阿克塞爾·施普林格街相交的魯迪·杜契克街，攝於2008年

先前與杜契克抱持反對立場的傳媒施普林格集團，在柏林市有一條紀念他們創辦人阿克塞爾·施普林格的街道「阿克塞爾·施普林格街」（德語：Axel-Springer-Straße）。而2008年柏林市為了紀念40年前杜契克遭槍擊的事故、以及他在學運上的付出，將原先與阿克塞爾·施普林格街相交的科赫街（德語：Kochstraße）重新命名成「魯迪·杜契克」（德語：Rudi-Dutschke-Straße）。
而以德國1970年代期間動盪不安社會為主題的電影《巴德迈因霍夫二人组》中，劇中也有描述到杜契克的橋段，該片的杜契克則是由塞巴斯蒂安·布隆貝格飾演。